# Nabila Ben Youssef
Pour les articles homonymes, voir Nabila et Youssef.
Nabila Ben Youssef (arabe : نبيلة بن يوسف), née en 1963 à Sfax en Tunisie, est une artiste, comédienne et humoriste québécoise.

## Biographie
Nabila Ben Youssef est québécoise d'adoption, d'origine tunisienne. Elle commence sa carrière professionnelle au théâtre en Tunisie en 1986. Après une tournée en France avec une coproduction théâtrale franco-tunisienne Les Troyennes, suivie d'une visite au Québec en 1995, elle décide de s'installer à Montréal.
À la suite d'une formation de gestion de carrière artistique où elle découvre son talent de monologue comique, elle s'inscrit à l'École nationale de l'humour en 2001, à l'âge de 37 ans.
L'humoriste fait parler d'elle en 2005 avec son  premier spectacle solo Arabe et cochonne bio présenté au Festival Arabe de Montréal. Elle sera invitée au talk-show Tout le monde en parle, ce qui la fait connaître un peu partout au Québec et l'amène en 2007 à la production Avanti. Elle entame une tournée dans plusieurs régions au Québec, à l'Ontario, à l'Ouest canadien, ensuite à Saint-Pierre-et-Miquelon. Comme elle participe à plusieurs évènements corporatifs et différents festivals d'humour dont le Festival Juste pour rire de Montréal, le Grand rire de Québec, le Festival du rire de Vancouver et le Festival du rire d'Agadir au Maroc.
Son deuxième spectacle Drôlement Libre produit en 2011 par Juste pour rire lui vaut deux nominations, une à l'Association québécoise de l'industrie du disque, du spectacle et de la vidéo et une autre au Gala Les Olivier. Deux ans après, elle lance son DVD suivi d'une diffusion sur la chaîne canadienne TVA. Entre-temps, elle fait quelques chroniques à la radio, elle s'implique dans certains débats et reportages et elle joue dans des émissions de télévision, comme Les Beaux Malaises, Toute la vérité et 30 vies.   
Nabila Ben Youssef a été aussi la porte parole du 11e Festival interculturel du conte de Montréal, la marraine du 29e Festival de Cinéma Vues d'Afrique, ainsi que la porte parole officielle depuis 2013 de la Maison du Réconfort , maison d'hébergement pour femmes et enfants victimes de violence conjugale. Elle est connue pour son attachement à la laïcité, son refus de l'intégrisme et son attachement aux droits des femmes ainsi qu'à la liberté,,.
Elle se présente aux élections fédérales canadiennes de 2021 dans la circonscription de Papineau pour le Bloc Québécois. Elle se présente à nouveau pour le même parti en 2025, cette fois dans Ahuntsic-Cartierville.